# توم سكوت (لاعب كرة قدم أمريكية)
توم سكوت (بالإنجليزية: Tom Scott)‏ هو لاعب كرة قدم أمريكية أمريكي، ولد في 25 يونيو 1970 في مقاطعة بورك في الولايات المتحدة.

## وصلات خارجية
- توم سكوت على موقع مرجع كرة القدم المحترفة.كوم (الإنجليزية)